# Tönnersjö landskommun
Tönnersjö landskommun  var en tidigare kommun i Hallands län.

## Administrativ historik
När 1862 års kommunalförordningar trädde i kraft inrättades i Sverige cirka 2 500 kommuner. Huvuddelen av dessa var landskommuner (baserade på den äldre sockenindelningen), vartill kom 89 städer och åtta köpingar. Då inrättades i  Tönnersjö socken i Tönnersjö härad i Halland denna kommun. 
Vid kommunreformen 1952 uppgick större delen av  denna  landskommun i Eldsberga landskommun som senare 1974 uppgick i Halmstads kommun och en mindre del uppgick i Simlångsdalens landskommun som 1967 uppgick i Halmstads stad som 1971 ombildades till Halmstads kommun.

## Politik

### Mandatfördelning i Tönnersjö landskommun 1942-1946
| 4 | 12 |

| 15 |

| 3 | 13 |

| 15 |